# Стейдж Энтертейнмент
«Сте́йдж Энтерте́йнмент» (англ. Stage Entertainment) — компания по постановке и прокату мюзиклов, находящаяся в Амстердаме (Нидерланды). Также «Стейдж Энтертейнмент» занимается постановкой массовых театрализованных представлений, драматических спектаклей, ледовых шоу («Holiday on ice») и концертов.
Во главе компании стоит голландский продюсер Йоп ван ден Энде (нидерл. Joop van den Ende). Первоначально компания была частью нидерландского холдинга Endemol и носила название Live Entertainment Division. В 1998 году Йоп ван ден Энде выкупает её и основывает компанию Stage Holding, которая позднее была переименована в Stage Entertainment.
Компания поставила около 50 мюзиклов и более 60 спектаклей. Ежегодно более 14 миллионов зрителей посещают постановки «Стейдж Энтертейнмент».

## Подразделения
Stage Entertainment имеет несколько дочерних компаний, которые реализовывают постановки в странах нахождения:
- Stage Entertainment Belgium (Бельгия)
- Stage Entertainment España (Испания)
- Stage Entertainment France (Франция)
- Stage Entertainmen Germany (Германия)
- Stage Entertainment Italy (Италия)
- Stage Entertainment Nederland (Нидерланды) — отдельное подразделение официально действует с 1 января 2015 года[2]. Оно возникло в виду слияния театральных компаний Joop van den Ende Theaterproducties и Albert Verlinde Entertainment. 1 марта 2015 года управляющим директором назначен Альберт Верлинд[3]. Постановки от имени Stage Entertainment Nederland ставятся с нового театрального сезона 2015—2016 гг.
- Stage Entertainment United Kingdom (Великобритания)
- Stage Entertainmen USA (США).

## Театры

### Текущие

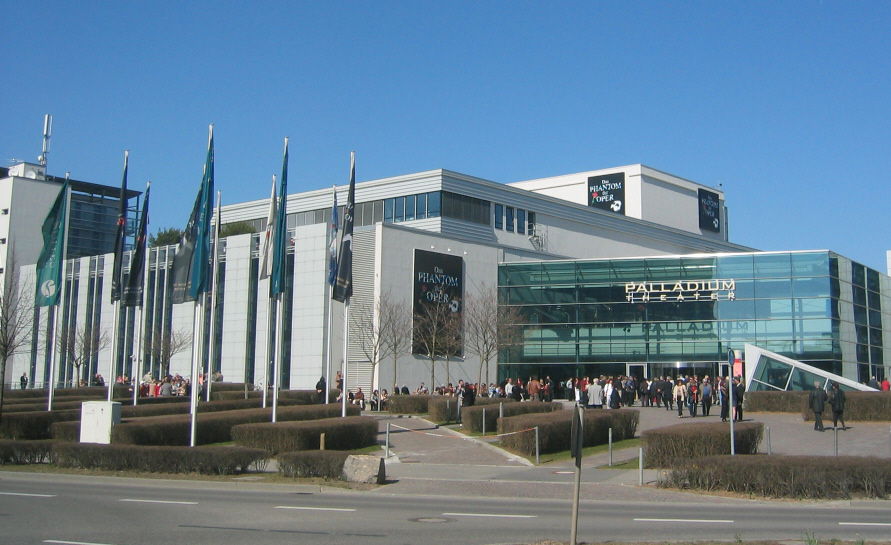
Театр «Палладиум» в Штутгарте: прокат мюзикла «Призрак Оперы»

По состоянию на март 2016 года Stage Entertainment и её «дочки» управляют девятнадцатью театрами, где проходят их постановки:
- Нидерланды

- «Циркус», Гаага (с 1991 года)
- «Беатрикс», Утрехт (с 1999 года)

- Германия

- Берлин

- «Театр на Потсдамской площади» (приобретён в 2002 году)
- «Театр на Западе» (приобретён в 2003 году)
- «Блюмакс» (приобретён в 2006 году)

- Эссен

- «Колизей» (приобретён в 2001 году)

- Гамбург

- «Театр в порту» (с 2001 года)
- «Дом оперетты» (приобретён в 2002 году)
- «Новая Флора» (приобретён в 2002 году)
- «Кервидер» (с 2005 года)
- «Театр на Эльбе» (построен в 2014 году)

- Штутгарт

- «Аполло» (приобретён в 2002 году)
- «Палладиум» (приобретён в 2002 году)

- Оберхаузен

- «Метроном» (приобретён в 2005 году)

- Испания

- Мадрид

- «Лопе де Вега»
- Teatro Coliseum (приобретён в 2001 году)

- Франция

- Париж

- «Могадор», (приобретён в 2005/2006 годах)

- Италия

- Милан

- Национальный театр

### Бывшие
- США

- New World Stages, Нью-Йорк (16 марта 2006 — 17 ноября 2014)

- Россия

- «Россия» (бывший кинотеатр «Пушкинский»), Москва (2012 — 29 апреля 2017)
- «Театр МДМ» (Московский дворец молодёжи), Москва (2005 — 1 августа 2018)